# گلیجان
گلیجان، روستایی است از توابع بخش مرکزی شهرستان تنکابن در استان مازندران ایران.

## جمعیت
این روستا در دهستان گلیجان قرار دارد و براساس سرشماری مرکز آمار ایران در سال ۱۳۹۵، جمعیت آن ۶۹۹ نفر (۲۴۰ خانوار) بوده است.